# Geratal
Geratal är en kommun i Ilm-Kreis i förbundslandet Thüringen i Tyskland.
Kommunen bildades den 1 januari 2019 genom en sammanslagning av de tidigare kommunerna Frankenhain, Geraberg, Geschwenda, Gossel, Gräfenroda och Liebenstein.